# Disa ukingensis
Disa ukingensis är en orkidéart som beskrevs av Rudolf Schlechter. Disa ukingensis ingår i släktet Disa och familjen orkidéer. Inga underarter finns listade i Catalogue of Life.